# エアバッハ (オーデンヴァルト)
エアバッハ または エルバッハ (ドイツ語: Erbach, ドイツ語発音: [ˈɛrbax]) はドイツ連邦共和国ヘッセン州オーデンヴァルト郡に属す市で、同郡の郡庁所在地である。

## 地理

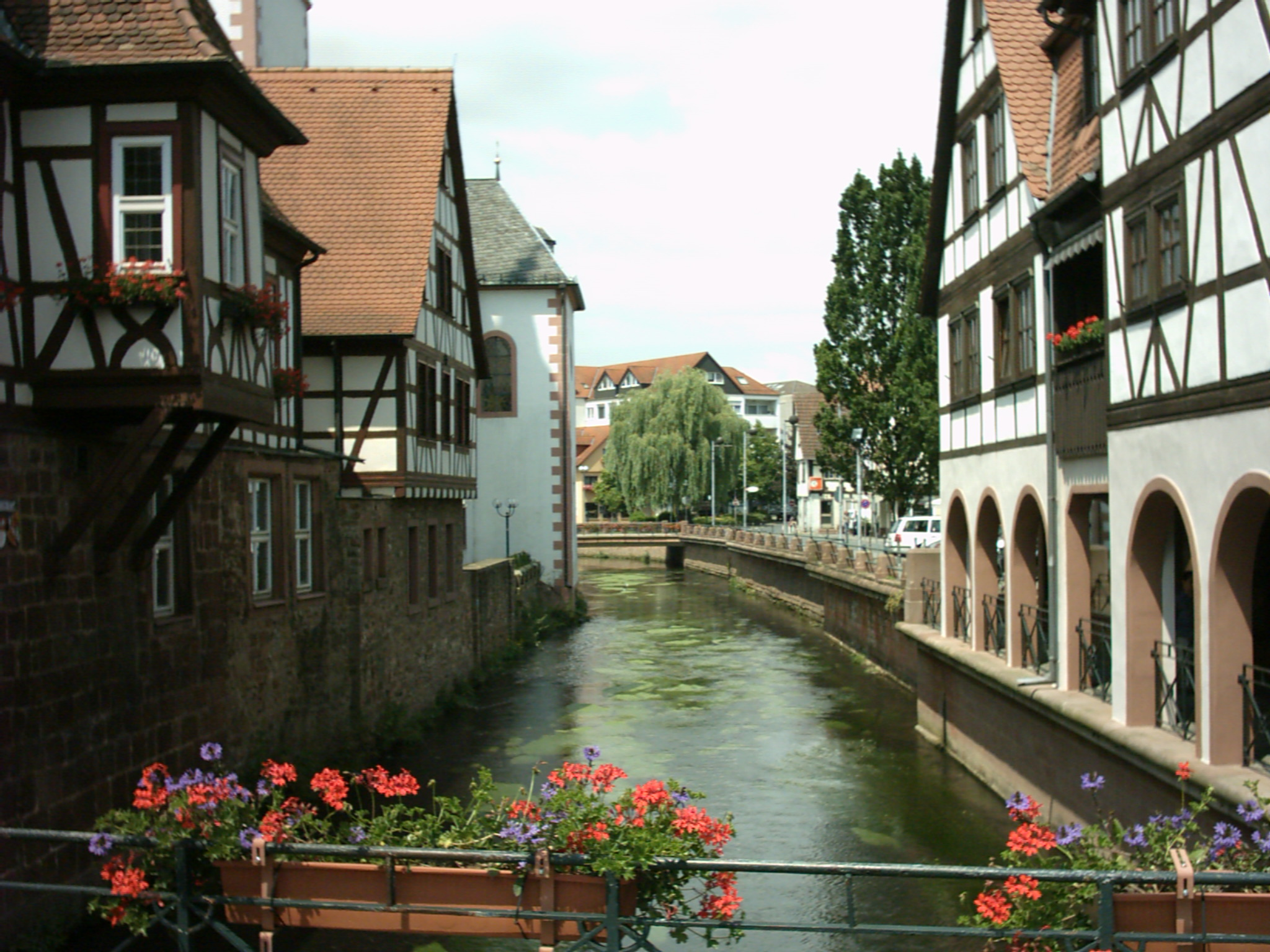
エアバッハを流れるミュムリング川

### 位置
エアバッハはオーデンヴァルト内ミュムリング川の渓谷の標高200mから560mに位置している。

### 隣接する市町村
エアバッハは、北はミヒェルシュタット、東は市場町のキルヒツェル（バイエルン州ミルテンベルク郡）、南はヘッセネックおよびベーアフェルデン、西はモッサウタールと境を接する。2009年に隣接するミヒェルシュタットと合併するという計画案があったが、2007年11月の住民投票で却下された。当面は両市の共同事業を深め、場合によっては数年間で検討すべき合併案を新たに作成し、その可能性を探ることになった。

### 市の構成
1971年から1972年の市町村再編の枠組みに基づいた合併が行われて以降、エアバッハは以下の12の市区で構成される。以下の表の人口は2012年時点の数値である。
| 市区                       | 面積 (km²) | 人口（人） | 備考                             |
| -------------------------- | ---------- | ---------- | -------------------------------- |
| ブラウ                     | 9.98       | 415        | オイターグント集落を含む         |
| ドルフ＝エアバッハ         | 4.08       | 1,693      | ハーバーマンスクロイツ集落を含む |
| エーバースベルク           | 3.59       | 265        |                                  |
| エルスバッハ               | 3.01       | 117        |                                  |
| エアバッハ                 | 10.89      | 8,886      | ロスバッハ集落を含む             |
| エアレンバッハ             | 4.28       | 913        |                                  |
| エルンスバッハ＝エアブーフ | 9.08       | 241        |                                  |
| ギュンターフュルスト       | 4.08       | 772        |                                  |
| ハイスターバッハ           | 5.88       | 438        | マールバッハ集落を含む           |
| ラウアーバッハ             | 2.27       | 416        |                                  |
| シェンネン                 | 5.53       | 334        |                                  |

## 行政

### 市議会
エアバッハ市議会は31議席からなる。

### 市長
2018年3月4日の市長選挙でペーター・トラウプは 60.0 % の票を獲得して現職のハラルト・ブッシュマン (32.2 %)、アンドレアス・ヴァーグナー (7.7 %) を破って市長に選出された。

### 紋章
市の紋章は赤地で向かって左上から右下に青い川が流れる。川の中に赤い3つの星が描かれている。3つの星は、1806年までオーデンヴァルトの領主であったエアバッハ伯の紋章にある2つの赤い星と1つの白い星からなる3つの星に倣ったものである。

### 姉妹都市
- Ansião（ポルトガル、レイリア県）
- イチーン（チェコ、フラデツ・クラーロヴェー州）
- ケーニヒゼー（ドイツ、テューリンゲン州）
- ポン・ドゥ・ポワザン (イゼール県) および ポン・ドゥ・ポワザン (サヴォワ県)（フランス、イゼール県およびサヴォワ県）

## 文化と見所

### エアバッハ城

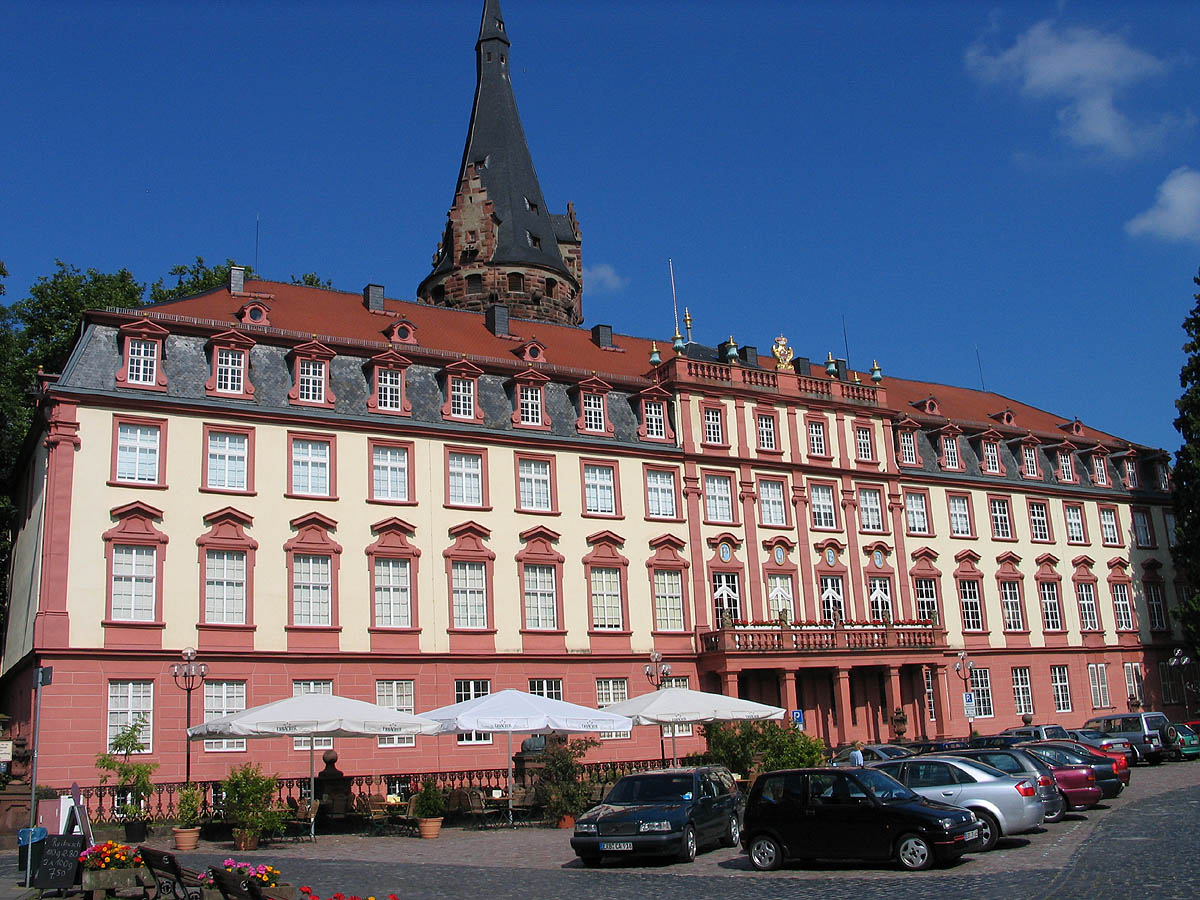
エアバッハ城

エアバッハ伯の古い城塞は、18世紀に当時の様式に則った城館に改築された。伯の住居はその地位にふさわしいものではなかったため3棟からなる城館が計画されたが、その中央部分だけが実現した。ファサードの大部分は赤色砂岩ではなく、それらしい色に彩色された金属や木で造られている。
エアバッハ城の伯のコレクションは、考古学好きで骨董収集家であったエアバッハ伯フランツ1世（1754年 - 1823年）のコレクションをほとんどそのまま保存している。
2005年にヘッセン州はこの城館を1300万ユーロで購入した。
城館庭園の後期バロック様式のオランジュリが城館のアンサンブルに含まれている。

### 市民主導

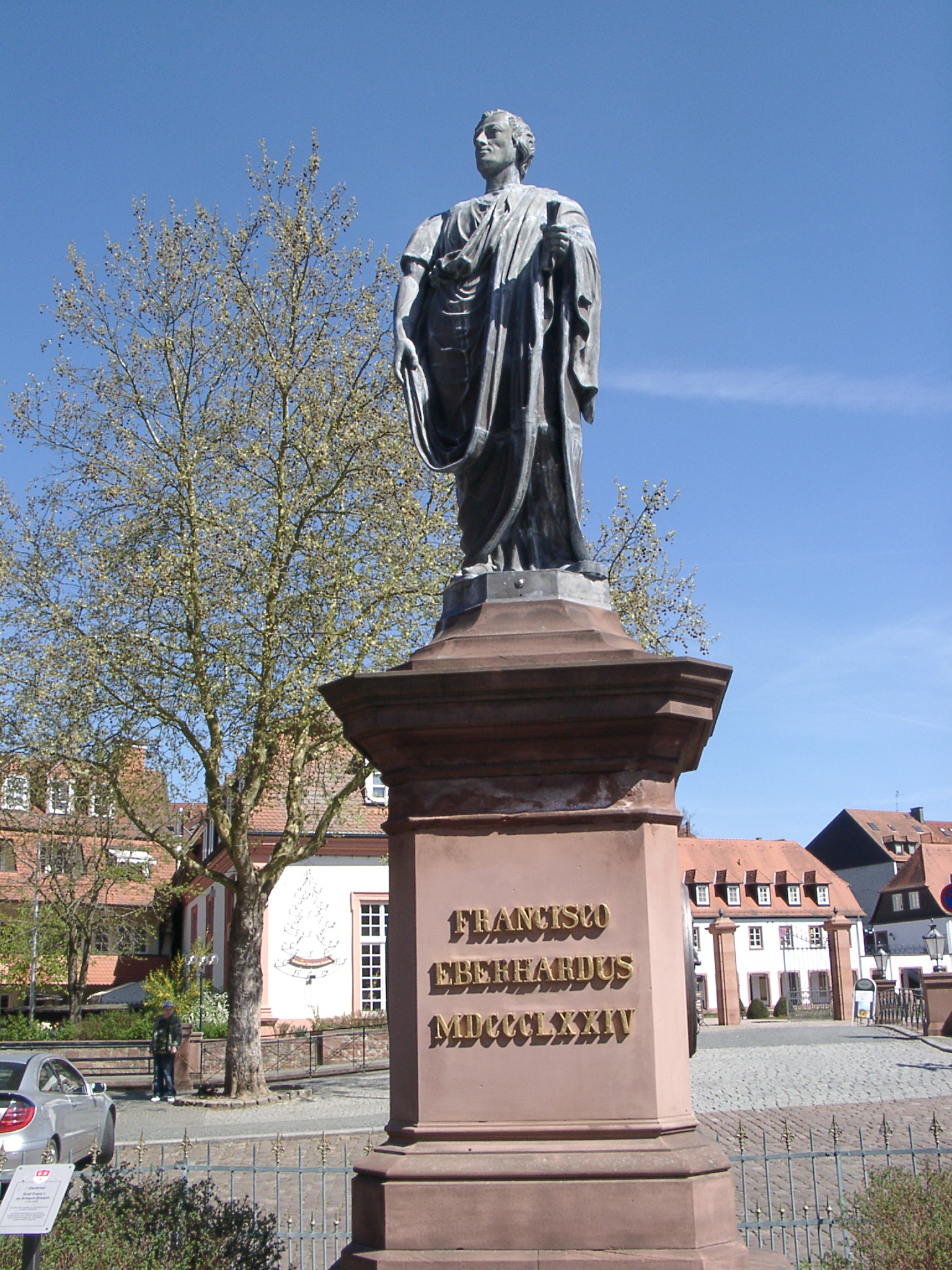
フランツ1世像

1970年代にオランジュリと城館庭園を取り壊して高層ホテルを跡地に建設する計画が策定されたが市民主導の反対運動がこれを阻止した。
2005年6月28日に、城館庭園にあった最後のエアバッハ伯フランツ1世像の台座が崩壊し、像が壊れてしまった。この像は2人のダルムシュタットの女性芸術家とエアバッハ市民によって修復された。費用は州文化財保護局からの補助金と市民の寄付によって賄われた。

### エルトバッハシュルプフ
ドルフ＝エアバッハ区には、エルトバッハ川が完全に地中に染み込む染み込み口があり、地質学的に重要である。エルトバッハ川はシュトックハイム近郊で再び日の下に流れ出してくる。

### 博物館
ドイツ象牙博物館エアバッハは1966年に設立された、ほぼ専ら象牙芸術を展示するヨーロッパで他に類例のない博物館である。ここでは地元彫刻家の創作の様子を見学することもできる。

## 年中行事

### ヴィーゼンマルクト / オイルバッヒャー・マルクト
エアバッハのヴィーゼンマルクトは元々1960年代までオイルバッヒの市場またはオイルバッハのヴィーゼンマルクト（または家畜市）という名称であった。オイルバッハは現在、隣接するミヒェルシュタットの市区である。この市場はこの地域では重要な家畜・馬・農作物の市場であった。
この家畜・農作物市は19世紀末あるいは20世紀初めにオイルバッハ伯からエアバッハ伯に移管された。1960年頃までには家畜農作物市の添え物であった競馬やその他の馬術競技がオイルバッハの市場の中心になっていた。ヴィーゼンマルクトの入り口にあるシュッツェンハウス（射撃場）がオイルバッハの市場、少なくともその一部、が19世紀中頃にはすでにエアバッハで開催されていたことを暗示している。1848年、ここで革命家達が集合し、射撃場近くの（現在のヴィーゼンマルクト）会場においてミヒェルシュタットの革命家で弁護士のルートヴィヒ・ボーゲンの管理下で歴史的なオーデンヴァルトの人民集会が開催されたからである。

## 経済と社会資本
最後に統治を行ったエアバッハ伯フランツ1世は、1783年に象牙細工を持ち込んだ。これ以後、この街は「象牙都市」というニックネームも付けられた。多くの芸術家がこの地に居を構え、その作品や仕事ぶりは現在この街にある象牙博物館で感嘆することができる。1898年から動物保護の理由から象牙の取引が完全に禁止され、現在はたとえば動物の牙といった類似素材に替えられている。素材としてとても人気が高いのは、たびたびシベリアで発掘される古代のマンモスの牙である。微妙に異なる色合い以外は象牙とほぼ同等である。

### 交通
エアバッハは連邦道B45号線、B47号線およびオーデンヴァルト鉄道（フランクフルト・アム・マイン - ダルムシュタット / ハーナウ - エアバッハ - エーバーバッハ）沿いに位置している。1970年代からあったB45号線のバイパス道路計画はヘッセン州の投資計画に再び取り上げられた。

### 地元企業
- Bosch Rexroth AG エアバッハ工場、電気駆動機器および電子制御機器／システム
- Rowenta エアバッハ工場、アイロン製造
- Koziol GmbH、人工樹脂加工

## 人物

### 出身者
- オットー・ハインリヒ・エンゲル（1866年 - 1949年）画家
- オカ・ニコロフ（1974年 - ）マケドニア代表のサッカー選手
- ティモ・ボル（1981年 - ）卓球選手
- マイケ・ヴェーバー（1987年 - ）女子サッカー選手

### ゆかりの人物
- ヴァルター・マージング（1915年 - 2004年）物理学者、企業家
- ジェシカ・シュヴァルツ（1977年 - ）女優

## 引用
1. ↑  Hessisches Statistisches Landesamt: Bevölkerung in Hessen am 31.12.2023 (Landkreise, kreisfreie Städte und Gemeinden, Einwohnerzahlen auf Grundlage des Zensus 2011)]
2. ↑  Max Mangold, ed (2005). Duden, Aussprachewörterbuch (6 ed.). Dudenverl. p. 310. ISBN 978-3-411-04066-7
3. ↑  ヘッセン放送 2007年11月11日
4. ↑  “Einwohnerstatistik - Erbach im Odenwald”. 2012年10月31日時点のオリジナルよりアーカイブ。2021年7月4日閲覧。